# VPS37A
VPS37A (англ. VPS37A, ESCRT-I subunit) – білок, який кодується однойменним геном, розташованим у людей на короткому плечі 8-ї хромосоми. Довжина поліпептидного ланцюга білка становить 397 амінокислот, а молекулярна маса — 44 314.
| 10         |  | 20         |  | 30         |  | 40         |  | 50         |
| ---------- |  | ---------- |  | ---------- |  | ---------- |  | ---------- |
| MSWLFPLTKS |  | ASSSAAGSPG |  | GLTSLQQQKQ |  | RLIESLRNSH |  | SSIAEIQKDV |
| EYRLPFTINN |  | LTININILLP |  | PQFPQEKPVI |  | SVYPPIRHHL |  | MDKQGVYVTS |
| PLVNNFTMHS |  | DLGKIIQSLL |  | DEFWKNPPVL |  | APTSTAFPYL |  | YSNPSGMSPY |
| ASQGFPFLPP |  | YPPQEANRSI |  | TSLSVADTVS |  | SSTTSHTTAK |  | PAAPSFGVLS |
| NLPLPIPTVD |  | ASIPTSQNGF |  | GYKMPDVPDA |  | FPELSELSVS |  | QLTDMNEQEE |
| VLLEQFLTLP |  | QLKQIITDKD |  | DLVKSIEELA |  | RKNLLLEPSL |  | EAKRQTVLDK |
| YELLTQMKST |  | FEKKMQRQHE |  | LSESCSASAL |  | QARLKVAAHE |  | AEEESDNIAE |
| DFLEGKMEID |  | DFLSSFMEKR |  | TICHCRRAKE |  | EKLQQAIAMH |  | SQFHAPL    |

A: Аланін

C: Цистеїн

D: Аспарагінова кислота

E: Глутамінова кислота

F: Фенілаланін

G: Гліцин

H: Гістидин

I: Ізолейцин

K: Лізин

L: Лейцин

M: Метіонін

N: Аспарагін

P: Пролін

Q: Глутамін

R: Аргінін

S: Серин

T: Треонін

V: Валін

W: Триптофан

Кодований геном білок за функцією належить до фосфопротеїнів. 
Задіяний у таких біологічних процесах, як транспорт, транспорт білків, альтернативний сплайсинг. 
Локалізований у ядрі, мембрані, ендосомах.